# Tachybaptus novaehollandiae
El zampullín australiano (Tachybaptus novaehollandiae) es una especie de ave podicipediforme de la familia Podicipedidae. Se encuentra en lagos de agua dulce y ríos de Australia, Nueva Zelanda y puede llegar incluso a las islas del Pacífico. Es uno de los miembros más pequeños de su familia. Es un excelente nadador y buceador; de hecho, en una situación de alerta huye por inmersión bajo el agua. 

## Identificación

### Plumaje nupcial
Ambos sexos tienen plumaje marrón oscuro, cabeza y cuello de color negro brillante y una franja almendrada que se extiende desde detrás del ojo a la base del cuello. El ojo es amarillo, con un prominente punto amarillo pálido debajo.
Ambos sexos son marrón oscuro arriba con una cabeza de negro brillante y el cuello y una raya facial color castaño, que se extiende desde detrás del ojo hasta la base del cuello. El ojo es de color amarillo, con un prominente lugar pálido rostro amarillo de abajo.

### Plumaje no nupcial
Ambos son generalmente más apagados, sin la raya castaña, la cara más blanca y la garganta y la parte delantera de color blanco grisáceo. 

## Galería

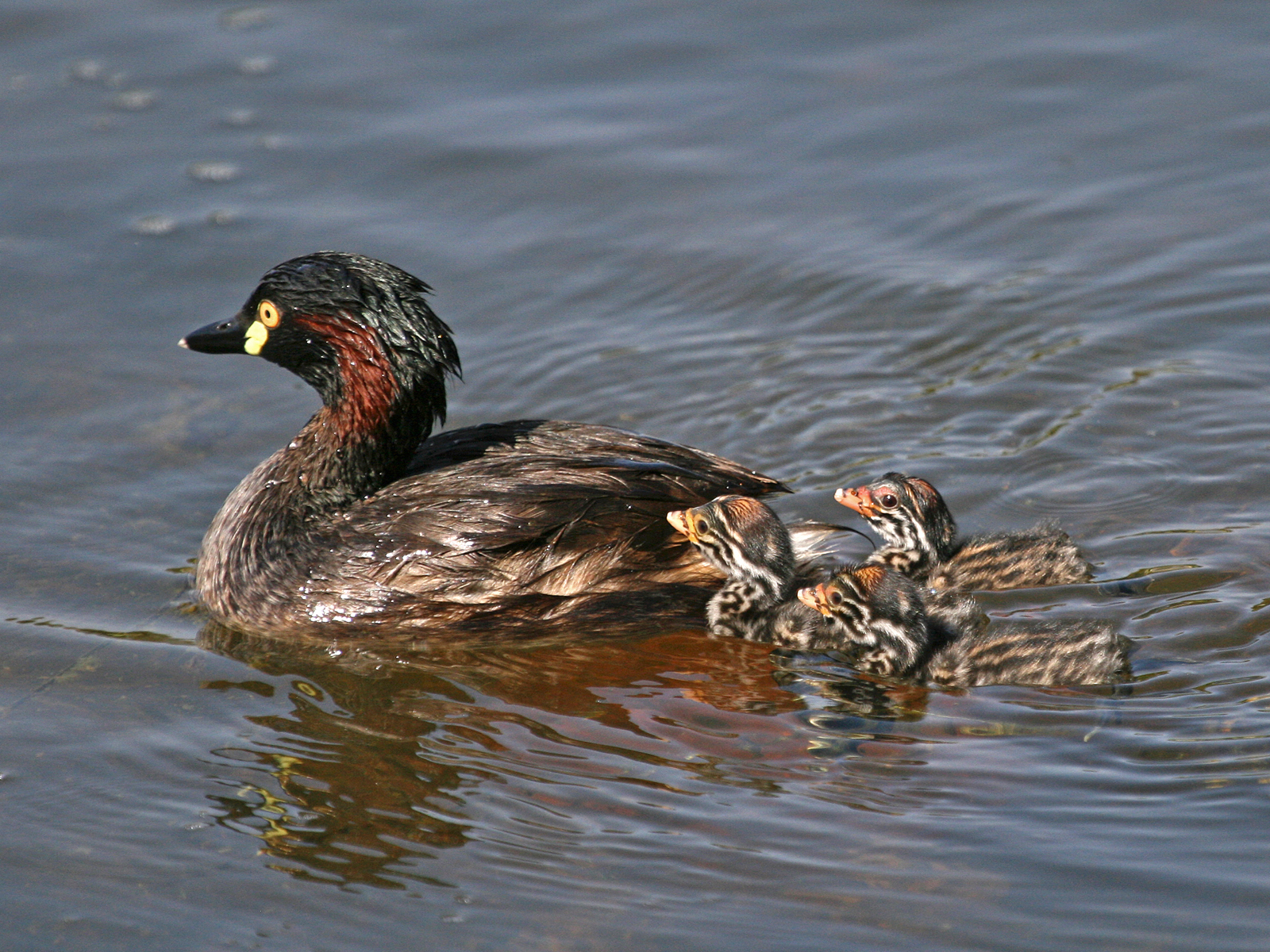
Adulto con polluelos.
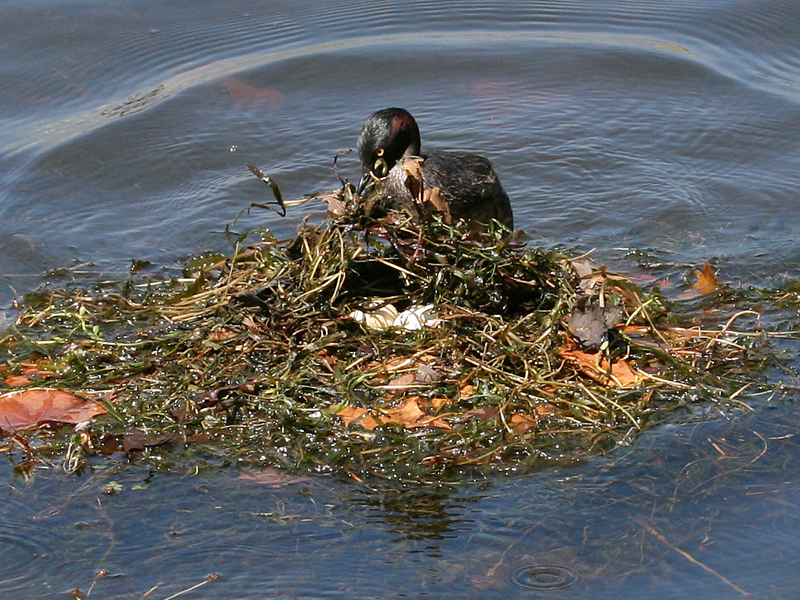
Ave adulta cubriendo huevos en un nido flotante.
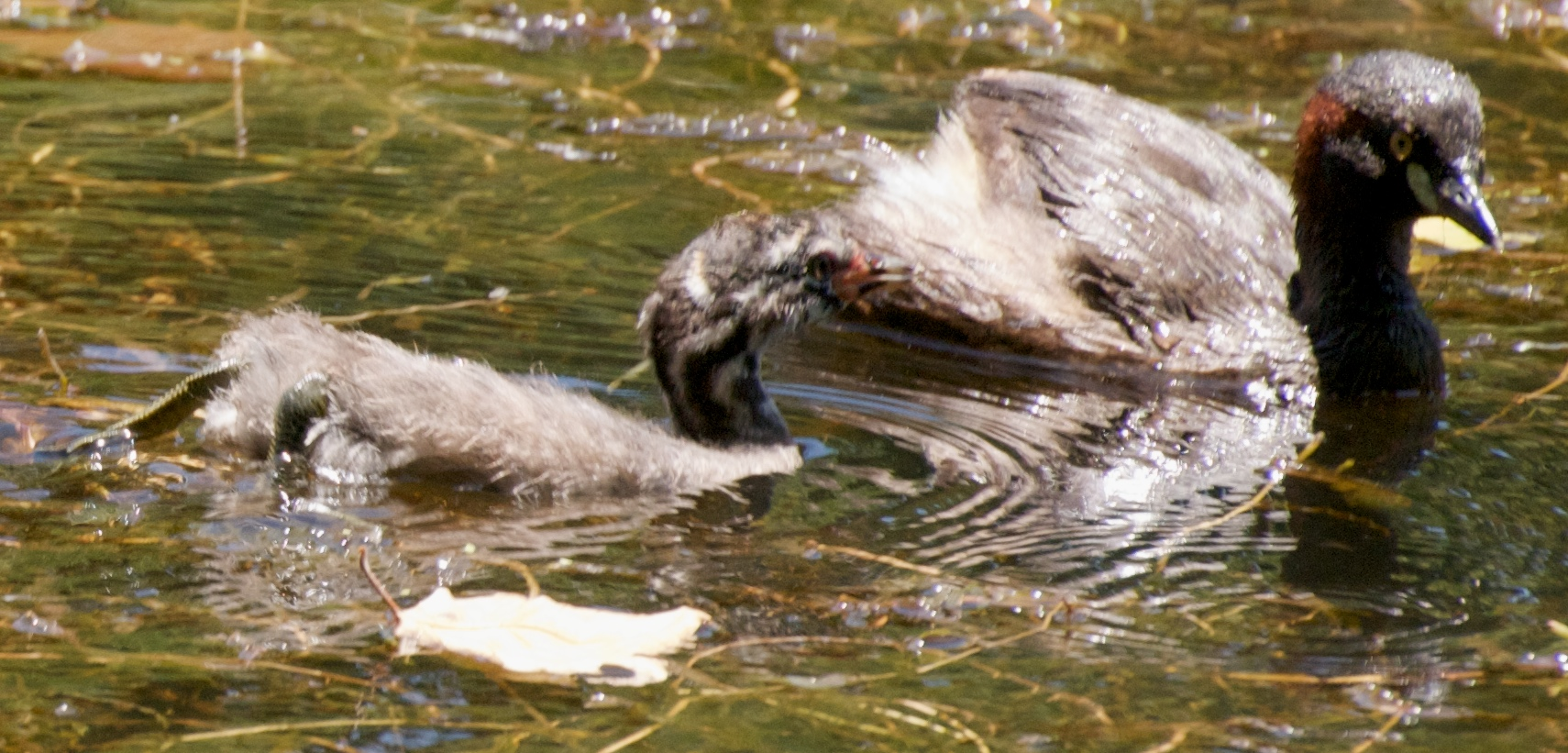
Ave adulta junto a un ave joven.